# Дюге-Труэн, Рене
Рене Дюге-Труэн (фр. René Duguay-Trouin, 10 июня 1673, Сен-Мало — 27 сентября 1736, Париж) — французский флотоводец, капер, впоследствии адмирал на службе короля Людовика XIV. Известный, как Бретонский корсар из Сен-Мало.

## Биография

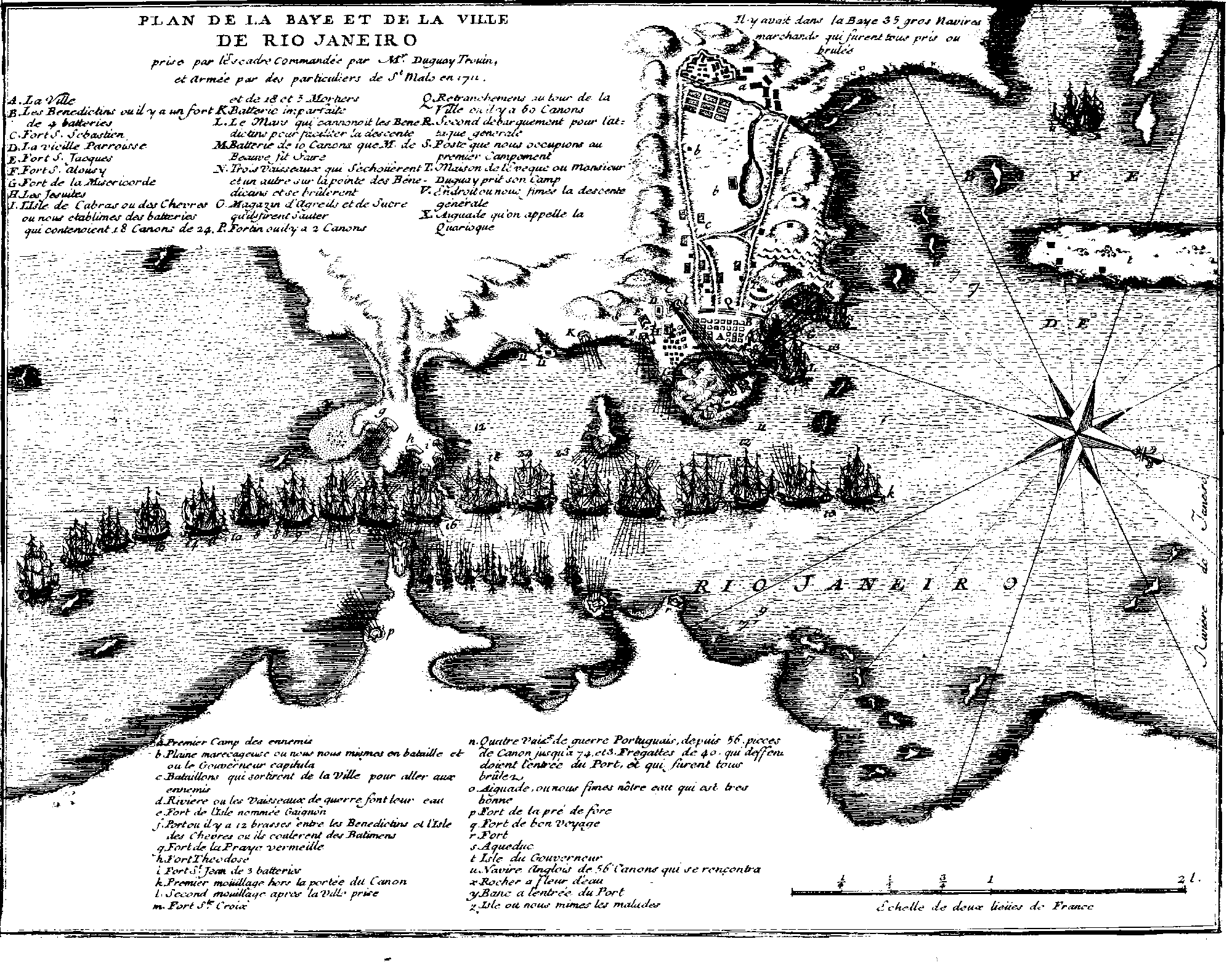
Захват Рио-де-Жанейро. 1711 г.

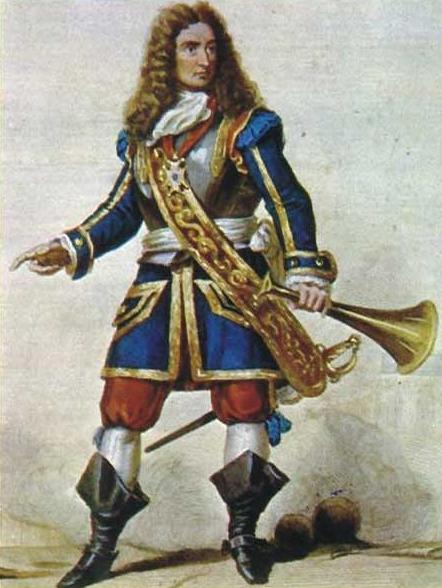
Рене Дюге-Труэн

Происходил из семьи судовладельцев и купцов. Представители его семьи также занимались каперством.
В юности Рене, по воле отца, должен был стать священником. Поступил в духовную школу в Ренне, однако в 1684 году, после смерти отца бросил учёбу, впал в долги. Брат рекрутировал его матросом на принадлежащий семье корабль и отправил участвовать в сражениях между голландцами и англичанами.
Участвовал в войне за Английское наследство, в 1691 году стал капитаном 14-пушечного корабля. Р. Дюге-Труэн в это время занимался пиратством у берегов Южного Ирландии, грабя английские и голландские суда. Сжёг два английских корабля и овладел фортом в Ирландии, чем начался целый ряд его военных подвигов крейсерского характера.
В 1692 году на своём корабле крейсировал в проливе Ла-Манш.

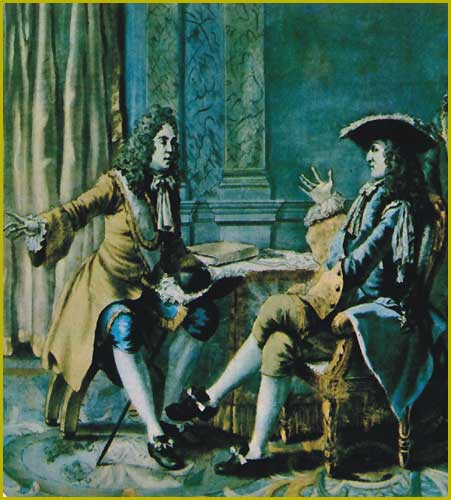
Р. Дюге-Труэн в разговоре с королём Людовиком XIV

В 1694 году он действовал у берегов Португалии. В том же году сразился против 4 английских линейных кораблей, и после 12-часового боя, попал в плен. При помощи влюблённой в него англичанки, ему удалось сбежать из тюрьмы в Плимуте, переплыв на лодке через Ла-Манш.
В 1695 году, командуя 30-пушечным кораблём, захватил 12 судов. В том же году присоединился к французской эскадре генерал-лейтенанта флота, маркиза Андре Несмонда. В 1696 году он уже самостоятельно командовал эскадрой во главе 2 линейных кораблей и 3 фрегатов. В это время сумел захватить ряд голландских торговых судов. В 1697, около Бильбао он разгромил голландский конвой и захватил трофеев стоимостью около 1 миллиона франков.
Успешные действия Дюге-Труэна способствовали его зачислению в 1697 году в состав королевского флота.
Во время войны за испанское наследство (1701—1714) Дюгэ-Труэн возглавил отдельную каперскую эскадру, действовавшую в Северном море. В 1703 году он захватил 28 голландских китобойных судов. В 1704 году захватил английский 58-пушечный корабль и 12 торговых судов. В 1705 году крейсировал у побережья Португалии, блокируя проход к Лиссабону.
В 1706 году Дюге-Труэн был среди участников защиты Кадиса (Испания). В 1707 году захватил 60 португальских судов. В 1709 году, действуя у берегов Бразилии, захватил 16 боевых кораблей и 300 торговых судов. Людовик XIV возвёл его в дворянское достоинство.
В 1710 осуществил нападение на Рио-де-Жанейро и попал в плен. Был освобождён за выкуп.
В 1711 году Дюге-Труэн тщательно спланировал, организовал и осуществил большой поход против Рио-де-Жанейро. После ожесточенной 11-дневной битвы, командуя 17 кораблями оснащёнными 735 пушками и 5700 членами экипажей, он уничтожил португальский флот, в том числе, 3 линейных корабля и 2 фрегата, 60 торговых судов. Дюге-Труэн освободил многих французских узников и потребовал выкуп за не уничтожение города. Губернатор Франсиско де Кастро де Мораес заплатил требуемое и Дюге-Труэн оставил Рио-де-Жанейро. Городу был нанесён ущерб более чем 25 000 000 ливров.
При возвращении во Францию у Бреста один из его кораблей «Le Magnanime» затонул, однако привезенная Дюгэ-Труэном добыча все же была огромной: 1,3 тонны золота, суда-призы на общую сумму в 1 600 000 фунтов.
После завершения войны за испанское наследство в 1715 году   Людовик XIV назначил Дюге-Труэна "chef d'escadre",  что соответствовало званию контр-адмирала. В 1723 году его назначают членом Совета директоров Ост-Индийской компании.
В 1728 году Дюге-Труэн становится командующим флотом. В 1729 назначен королевским советником по делам Ост-Индии и командующим портом Брест (Франция).
В 1731 году совершил походы против Триполи, Туниса и Алжира, где освободил многих французских пленников.
В 1733 году командовал французским флотом во время войны за польское наследство. Впрочем, его действия в Данциге оказались напрасными, и не помогли королю Станиславу Лещинскому. В 1734 году Дюгэ-Труэн подготовил новую экспедицию в Балтийское море, однако к этому времени война уже была завершена.
Вскоре больной Дюге-Труэн переехал из Бреста в Париж, где и умер 27 сентября 1736 года.
За время своего пиратского промысла захватил 60 кораблей и 300 судов.

## Награды
- Орден Святого Людовика